# El caballero Carmelo (cuento)
El caballero Carmelo es un cuento del escritor peruano Abraham Valdelomar, considerado por la crítica como lo mejor de toda su creación ficticia y uno de los cuentos más perfectos de la literatura peruana. Publicado el 13 de noviembre de 1913 en el diario La Nación de Lima, encabeza el conjunto de los cuentos denominados «criollos» o «criollistas», ambientadas durante la niñez del autor transcurrida en Pisco, una ciudad de la costa peruana, en medio del desierto.

## Historia de su publicación

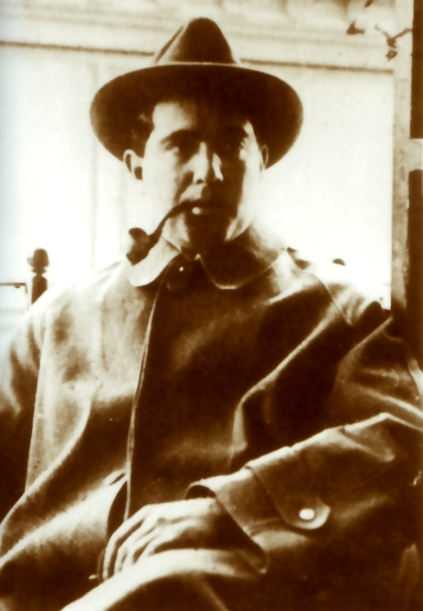
Abraham Valdelomar en Roma, 1914.

Desde agosto de 1913, Valdelomar ejercía como diplomático en Italia, cargo que le había concedido el gobierno de Guillermo Billinghurst, en cuya campaña presidencial había colaborado. Es posible que empezara a escribir «El caballero Carmelo» mucho antes de embarcarse a Europa; lo cierto es que lo concluyó en la ciudad de Roma para luego presentarlo al concurso literario convocado por el diario La Nación de Lima, ocultándose bajo el seudónimo de «Paracas». A manera de adelanto de los trabajos presentados por los concursantes, el cuento de Valdelomar fue publicado en la edición de dicho periódico del día 13 de noviembre de 1913. 
El jurado encargado de dirimir en el concurso estaba conformado por el historiador Carlos Wiesse Portocarrero, el crítico y narrador Emilio Gutiérrez de Quintanilla, y el poeta Enrique Bustamante y Ballivián, este último era además el director del diario La Nación y gran amigo de Valdelomar, con quien mantuvo por entonces correspondencia. De este carteo se desprende que el escritor quería ganar el concurso para demostrar su valía a sus compañeros de la Universidad de San Marcos, pues todavía estaba con el mal sabor de la derrota de su candidatura a la presidencia del Centro Universitario (ver más detalles en la biografía de Abraham Valdelomar). Transcribimos parte de una de las cartas que el escritor envío por entonces a Bustamante y Ballivián:

He leído en el primer número de La Nación, que es el único que he recibido, las bases de un concurso literario. Usted sabe, Enrique, cuánto necesito triunfar donde se me presente un honrado campo. Teniendo esto en consideración, y sabiendo que usted es miembro del jurado, sin voto (que de otra manera no le confiaría esto) porque no deseo bajo ningún punto que se me favorezca sin derecho y sin justicia, le digo lo siguiente: he sacado de mi libro de novelas cortas ese cuento que le envío, para entrar al concurso. Como usted sabe que me jodería completamente sacar un segundo o tercer premio, el favor que usted me va a hacer consiste en que entregue el cuento, al cual le pongo yo un seudónimo; para en caso de no sacar el premio, no se sepa mi nombre. Esto lo hago yo, su intervención es esta otra: Si me dieran por chiripa el primer premio, entonces usted explica al jurado la razón que tuve para dar mi seudónimo y la carta que envío para garantizar la propiedad de mi cuento. Esto sólo en el caso de que se trate del primer premio, pues si no, usted se quedará tan calladito y no se sabrá que el cuento ése es escrito por este pobre diablo.

Otra cosa aún. Como yo no quiero que hablen y critiquen mi actitud al ir a ese concurso, ni que digan que es cojudo y que, yo desde Europa, les vaya a arrebatar triunfos a los de allí, le incluyo un pliego en el cual renuncio al premio y cedo el dinero al que me suceda y, si éste no lo quisiera, al Centro Universitario o a cualquier sociedad.

Como era de esperar, el jurado otorgó a «El caballero Carmelo» el primer lugar en el concurso de cuentos: el galardón venía acompañado de cien soles de premio (27 de diciembre de 1913). Tal vez nadie entonces imaginó que con ese episodio simbólico se inauguraba una nueva etapa en las letras peruanas. En el número del 3 de enero de 1914 La Nación publicó los resultados del concurso. Valdelomar quedó más que feliz con la noticia, pero poco después ocurrió el golpe de Estado del coronel Óscar R. Benavides que derrocó al presidente Guillermo Billinghurst: en protesta, el escritor renunció  a su cargo de diplomático. Por entonces se hallaba en tratos con una editorial de París para dar a luz su libro de cuentos criollos, que encabezaría El caballero Carmelo, pero este proyecto no se concretó, y Valdelomar retornó al Perú, en abril de 1914. 
El cuento fue incluido después en el libro del mismo nombre, de carácter misceláneo: El caballero Carmelo (Lima, 1918). Ello es una prueba de la resonancia que entonces tuvo el cuento, al punto que el autor lo tomó para dar título a su primera colección cuentística.

## Contexto
El ambiente de popularismo y democracia creado alrededor del corto periodo presidencial de Guillermo Billinghurst (1912-1914), político provinciano al igual que Valdelomar, tal vez tuvo algún influjo en el surgimiento del cuento criollo valdelomariano, tarea que debe entenderse como un cambio de perspectiva en lo que toca a la valorización de los espacios de la nación peruana. Ámbitos provincianos, considerados hasta entonces menores y normalmente relegados de la representación literaria, aparecieron entonces en primera fila, recreados por una de las mayores plumas, sino la mayor, de la narrativa peruana del siglo XX.

## Argumento

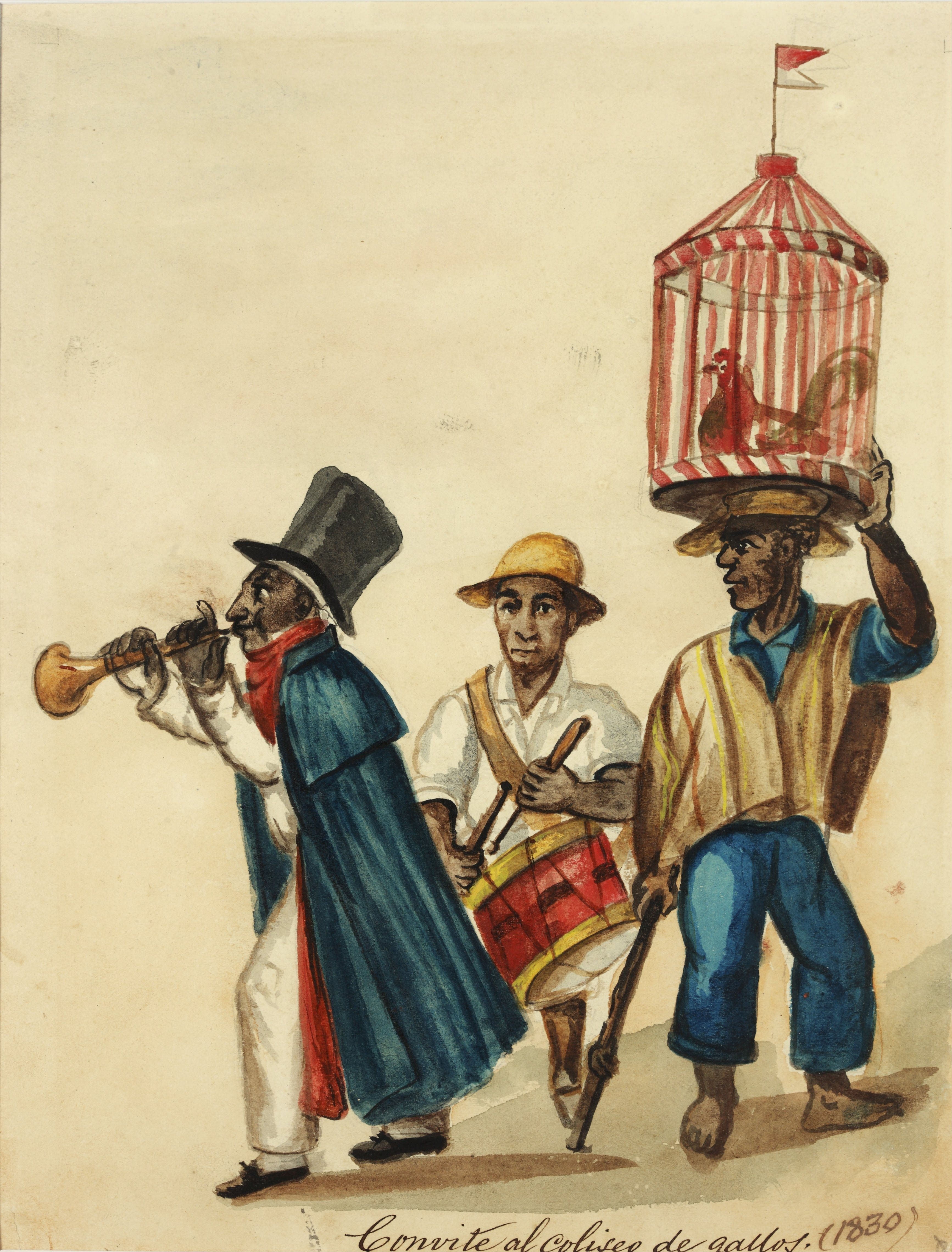
"Convite al coliseo de gallos" (Pancho Fierro, 1830)

Contado en primera persona con un lenguaje tierno, conmovedor y ambientado en un entorno provinciano y rural, este cuento nos narra la historia de un viejo gallo de pelea llamado el Caballero Carmelo, que debe enfrentar a otro más joven, el Ajiseco. El Carmelo, sacando fuerzas de flaqueza, gana, pero queda gravemente herido y poco después muere, ante la consternación de sus dueños. Este es el tema central, además del honor y la valentía del protagonista, el gallo Carmelo.
Como temas secundarios podemos mencionar la vida familiar en el hogar del protagonista-narrador (incluida las peripecias del gallo «Pelado») y la vida de los pescadores de la aldea San Andrés, cercana a Pisco.

## Época
Hay que distinguir la época en que fue esbozado y escrito el cuento (entre los años 1912-13) y la época en que está ambientado el relato, lo cual podemos fechar, teniendo en cuenta su carácter autobiográfico, entre los años 1896-97, es decir cuando el protagonista-narrador tenía entre 8 a 9 años de edad. Prueba del talento del escritor es que, siendo un hombre mayor, se retrotrae a la época de su lejana infancia y con la sensibilidad de un niño relata esta historia sencilla pero que bajo su pluma se convierte en maravillosa.

## Resumen
Los hechos relatados transcurren en Pisco, en torno a la familia del narrador, quien recuerda en primera persona un episodio imborrable que vivió en su niñez, a fines del siglo XIX. Un día, después de un largo viaje, Roberto, el hermano mayor de la familia, llegó cabalgando cargado de regalos para sus padres y hermanos. A cada uno entregó un regalo; pero el que más impacto causó fue el que entregó a su padre: un gallo de pelea de impresionante color y porte. Le pusieron por nombre el «Caballero Carmelo» y pronto se convirtió en un gran peleador, ganador en múltiples duelos gallísticos. Ya viejo, el gallo fue retirado del oficio y todos esperaban que culminaría sus días de muerte natural. Pero cierto día el padre, herido en su amor propio cuando alguien se atrevió a decirle que su «Carmelo» no era un gallo de raza, para demostrar lo contrario pactó una pelea con otro gallo de  fama, el «Ajiseco», que aunque no se igualaba en experiencia con el «Carmelo», tenía sin embargo la ventaja de ser más joven. Hubo sentimiento de pena en toda la familia, pues sabían que el «Carmelo» ya no estaba para esas lides. Pero no hubo marcha atrás, la pelea estaba pactada y se efectuaría en el día de la Patria, el 28 de julio, en el vecino pueblo de San Andrés. Llegado el día, los niños varones de la familia acudieron a observar el espectáculo, acompañando al padre. Encontraron al pueblo engalanado, con sus habitantes vestidos con sus mejores trajes. Las peleas de gallos se realizaban en una pequeña cancha adecuada para la ocasión. Luego de una interesante pelea gallística les tocó el turno al «Ajiseco» y al «Carmelo». Las apuestas vinieron y como era de esperar, hasta en las tribunas llevaba la ventaja el «Ajiseco». El «Carmelo» intentaba poner su filuda cuchilla en el pecho del contrincante y no picaba jamás al adversario. En cambio, el «Ajiseco» pretendía imponerse a base de fuerza y aletazos. Repentinamente, vino una confrontación en el aire, los dos contrincantes saltaron. El «Carmelo» salió en desventaja: un hilillo de sangre corrió por su pierna. Las apuestas aumentaron a favor del «Ajiseco». Pero el «Carmelo» no se dio por vencido; herido en carne propia pareció acordarse de sus viejos tiempos y arremetió con furia. La lucha fue cruel e indecisa y llegó un momento en que pareció que sucumbía el «Carmelo». Los partidarios del «Ajiseco» creyeron ganada la pelea, pero el juez, quien estaba atento, se dio cuenta de que aún estaba vivo y entonces gritó. «¡Todavía no ha enterrado el pico señores!». Y, efectivamente, el «Carmelo» sacó el coraje que sólo los gallos de alcurnia poseen: cual soldado herido, arremetió con toda su fuerza y de una sola estocada hirió mortalmente al «Ajiseco», quien terminó por «enterrar el pico». El «Carmelo» había ganado la pelea pero quedó gravemente herido. Todos felicitaron a su dueño por la victoria y se retiraron del circo contentos de haber visto una pelea tan reñida. El «Carmelo» fue conducido por Abraham hacia la casa, y aunque toda la familia se prodigó en su atención, no lograron reanimarlo. Tras sobrevivir dos días, el «Carmelo» se levantó al atardecer mirando el horizonte, batió las alas y cantó por última vez, para luego desplomarse y morir apaciblemente, mirando amorosamente a sus amos. Toda la familia quedó apesadumbrada y cenó en silencio aquella noche. Según palabras del autor, esa fue la historia de un gallo de raza, último vástago de aquellos gallos de pelea que fueron orgullo por mucho tiempo del valle del Caucato, fértil región de Ica donde se forjaban dichos caballeros.

## Escenarios
La casa donde convivía la numerosa familia del narrador, personajes de esta historia, se hallaba en la ciudad de Pisco, situada frente al mar, con tres plazuelas (una de ellas la principal) y su muelle, ciudad que entonces más parecía una aldea grande.
Inmediata a dicho puerto, yendo por el camino de la playa hacia el sur, estaba la caleta de San Andrés de los pescadores, «aldea de gentes sencillas, que eleva sus casuchas entre la rumorosa orilla y el estéril desierto». Esa es la «aldea encantada» que el autor evoca constantemente en sus cuentos criollos, la misma donde se realizaban peleas de gallos en el marco de la celebración del aniversario patrio del 28 de julio.
En las cercanías de Pisco y en la ruta hacia Ica, se extendía la Hacienda Caucato, que ocupaba un verde y fértil valle, copioso de árboles frutales, explotado antaño por los jesuitas. Era la tierra del Carmelo y de otros gallos de pelea de la región.

## Personajes
Caso insólito en la literatura peruana hasta ese entonces (aunque no en la hispanoamericana), que los personajes principales sean animales, en este caso dos gallos de pelea: 
- El Carmelo
- El Ajiseco

Estos apelativos no son nombres propios, como se podría pensar, sino que aluden al color del plumaje de ese tipo de aves, tal como era costumbre clasificarlos entre la afición gallística peruana desde el siglo XVII. 
Habría que mencionar también al gallo «Pelado», el protagonista de la sección II del cuento. Este es otro gallo de estirpe, que fue suplantado por el Carmelo en las preferencias de la familia.
El otro personaje principal es el narrador y testigo de la historia, es decir el mismo Abraham Valdelomar, que cuando aquella transcurre debía tener entre 8 y 9 años de edad, no más (algunas versiones dicen que tenía entonces 12 años, pero esto es improbable, ya que cerca de cumplir 11 años abandonó Pisco con toda su familia y se fue a vivir a Chincha).
Luego están los integrantes de la familia del narrador: 
- Los padres (cuyos nombres no se mencionan). El padre, el aficionado de la gallística, se levantaba temprano para ir a trabajar. La madre se dedicaba a las tareas del hogar y al cuidado de sus 6 hijos menores todavía.

- Los hermanos: 
  - Roberto, el mayor, quien retorna al hogar luego de un largo viaje trayendo regalos.
  - Anfiloquio, el protector del gallo «Pelado».
  - Rosa, la hermana mayor.
  - Jesús, una niña muy inquieta y sensible, de menor edad de Abraham.
  - Héctor, sin duda muy pequeño aún, pues no participa en la historia y solo se le menciona como uno de los receptores de los regalos del hermano mayor.[5]

Finalmente, son mencionados también el panadero («un viejo dulce y bueno»), el entrenador del Carmelo, el juez de las jugadas de gallos, el dueño del Ajiseco, los espectadores y apostadores de las peleas de gallos, los pescadores de la caleta de San Andrés.

## Análisis estructural
El cuento está dividido en seis secciones o capítulos cortos. Cronológicamente el relato es lineal, con la clásica secuencia: inicio – desarrollo – clímax – desenlace.
- Inicio (la llegada del Carmelo).
- Desarrollo (la descripción del entorno y los preparativos de la pelea entre el Carmelo y el Ajiseco).
- Clímax (la pelea entre el Carmelo y el Ajiseco, y el triunfo del primero).
- Desenlace (la muerte del Carmelo en el seno del hogar).

En el inicio el autor sabe capturar a sus lectores, utilizando la llamada «técnica del anzuelo»: en el relato irrumpe un jinete desconocido, lo que motiva a que el lector sea picado en su curiosidad y se adentre en la lectura, hasta llegar al nudo del relato. El final se puede interpretar técnicamente como un anticlímax pues el verdadero desenlace es cuando el Carmelo gana a su rival dos días antes.
A continuación, un resumen del cuento por capítulos, para tener una visión global de su estructura.
I.- El relato se inicia con la llegada de Roberto, hermano mayor del narrador, quien trae regalos para la familia. A su padre le obsequia un gallo carmelo, que será conocido como el «Caballero Carmelo» y llegará a ser el preferido de todos.
II.- Empieza describiendo el amanecer en Pisco, la partida del padre hacía su trabajo, la llegada del panadero. Los niños se encargan de alimentar a los animales del corral, cuya descripción detallada se hace. Entre estos destaca un gallo llamado el «Pelado», quien, pendenciero y escandaloso, se escapa y se mete en el comedor causando destrozos. Enterado el padre, sentencia que el «Pelado» sería sacrificado para el almuerzo del domingo. El dueño del gallo, Anfiloquio (uno de los hermanos de Abraham), protesta por esta decisión y trata de argüir razones para salvarlo. Pero la decisión ya estaba tomada. El muchacho entonces llora impotente, ante lo cual interviene la madre, quien le promete que no matarían a su gallo.
III.- El narrador hace una descripción de Pisco, frente al mar, con sus tres plazuelas y su puerto. Más al sur, yendo por el camino de la costa, se llegaba a la aldea de San Andrés de los Pescadores, poblada de gentes sencillas, dedicadas a la pesca y el comercio, descendientes de las poblaciones nativas o «hijos del sol». De estos aldeanos el narrador hace una descripción idílica (en algunas versiones del cuento, sobre toda en aquellas destinadas a los escolares, se mutila inexplicablemente esta sección).
IV.- Comienza con la descripción del gallo Carmelo, a quien el narrador pinta con trazos de caballero medieval. Habían pasado ya tres años de que llegara el gallo a casa y había envejecido, luego de ser ganador en varios duelos con otros gallos de la región. Pero entonces la familia recibe una noticia aterradora: el padre, molesto porque alguien había dicho que su gallo no era de raza, lo volvería a hacer pelear, esta vez con otro gallo más joven, el Ajiseco. El duelo se pacta para el día 28 de julio, día de la patria, en la aldea de San Andrés. Un hombre viene seis días consecutivos para entrenar al Carmelo. Finalmente llega el día esperado y se llevan al Carmelo, ante las protestas de la madre y el llanto de las niñas. Una de ellas, Jesús, ruega a Abraham que lo siga y lo cuide.
V.- El pueblo de San Andrés se halla engalanado para la fiesta. La pelea de los gallos se realiza en una pequeña cancha, a la que asiste mucha gente, entre apostadores y espectadores. Al frente se halla el juez, es decir, el dirimente de la pelea. Luego de una pelea preliminar, empieza el duelo entre el Carmelo y el Ajiseco. El favorito de los apostadores era este último, y todos creían que sería el ganador. Pero luego de una reñida pelea, el Carmelo se alza con el triunfo, aunque queda gravemente herido. Todos felicitan al padre de Abraham por la victoria de su gallo de pelea. Abraham carga al Carmelo y se lo lleva a casa.
VI.- Dos días estuvo el Carmelo sometido a toda clase de cuidados. Pero todo es en vano y expira, luego de dar su último canto, ante la consternación de toda la familia.

## Análisis estilístico
En «El caballero Carmelo» Valdelomar evoca con ternura y sencillez la vida de la infancia, del hogar, del puerto y de la provincia. Su lenguaje es claro, expresivo y breve, todo lo cual supone una admirable destreza técnica.
En este cuento encontramos también descripciones de fino impresionismo y una prosa que pone en relieve detalles llenos de colorido, en una estrategia cuya pretensión es dar vitalidad a los hechos comunes, a las cosas sencillas, como por ejemplo, la enumeración de las viandas que el hermano mayor distribuye a los miembros de la familia:

Quesos frescos y blancos envueltos por la cintura con paja de cebada, de la quebrada de Humay; chancacas hechas con cocos, nueces, maní y almendras; frijoles colados, en sus redondas calabacitas, pintadas encima con un rectángulo de su propio dulce, que indicaba la tapa, de Chincha Baja; bizcochuelos, en sus cajas de papel, de yema de huevo y harina de papas, leves, esponjosos, amarillos y dulces…

Ingenuas y encantadoras son también algunas descripciones, como la de los animales del corral:

Venía hasta nosotros la cabra, refregando su cabeza en nuestras piernas; piaban los pollitos; tímidamente ese acercaban los conejos blancos con sus largas orejas, sus redondos ojos brillantes y su boca de niña presumida; los patitos, recién «sacados», amarillos como yema de huevo, trepaban en un panto de agua; cantaba desde su rincón, entrabado, el «Carmelo», y el pavo, siempre orgulloso, alharaquero y antipático, hacía por desdeñarnos, mientras los patos, balanceándose como dueñas gordas, hacían por lo bajo comentarios sobre la actitud poco gentil del petulante.

Al mismo tiempo, con este relato la subjetividad entró de lleno en la narrativa peruana. Los acontecimientos importan más por las impresiones que producen en la conciencia de los protagonistas. El creador tiene una conciencia que valora y modula la realidad.
Por su lenguaje, materia y referencia, «El caballero Carmelo» y los demás cuentos criollos representaron una saludable superación del artificio y cultismo extremo de la prosa modernista, todavía en boga.

## Análisis temático
En este relato, Valdelomar maneja la animización, por la cual los seres o entidades de la naturaleza son caracterizados con atributos humanos. El «Carmelo» ha sido dotado con las virtudes humanas como la caballerosidad y la nobleza, añadidas al arrojo y la valentía. El narrador le endilga de epítetos como «hidalgo», «amigo íntimo», «héroe», «paladín» y «caballero medieval». El gallo es el paradigma o emblema de un tipo de conducta deseable, al mismo tiempo que símbolo evocador de todo lo que es sano y hermoso en el mundo: hogar, campo, cielo, mar, ruralidad laboriosa.  Frente a él se alza la arrogancia y la ruindad de su joven rival, el «Ajiseco» quien «no parecía ser un gallo fino de distinguida alcurnia» y que «hacía cosas tan petulantes cuan humanas: miraba con desprecio a nuestro gallo y se paseaba como dueño de la cancha». Cuando el «Carmelo» lo vence, simboliza también el triunfo de la nobleza sobre la vileza, la caballerosidad sobre la villanía, la autenticidad sobre la vanidad.

## Entre la ficción y la realidad

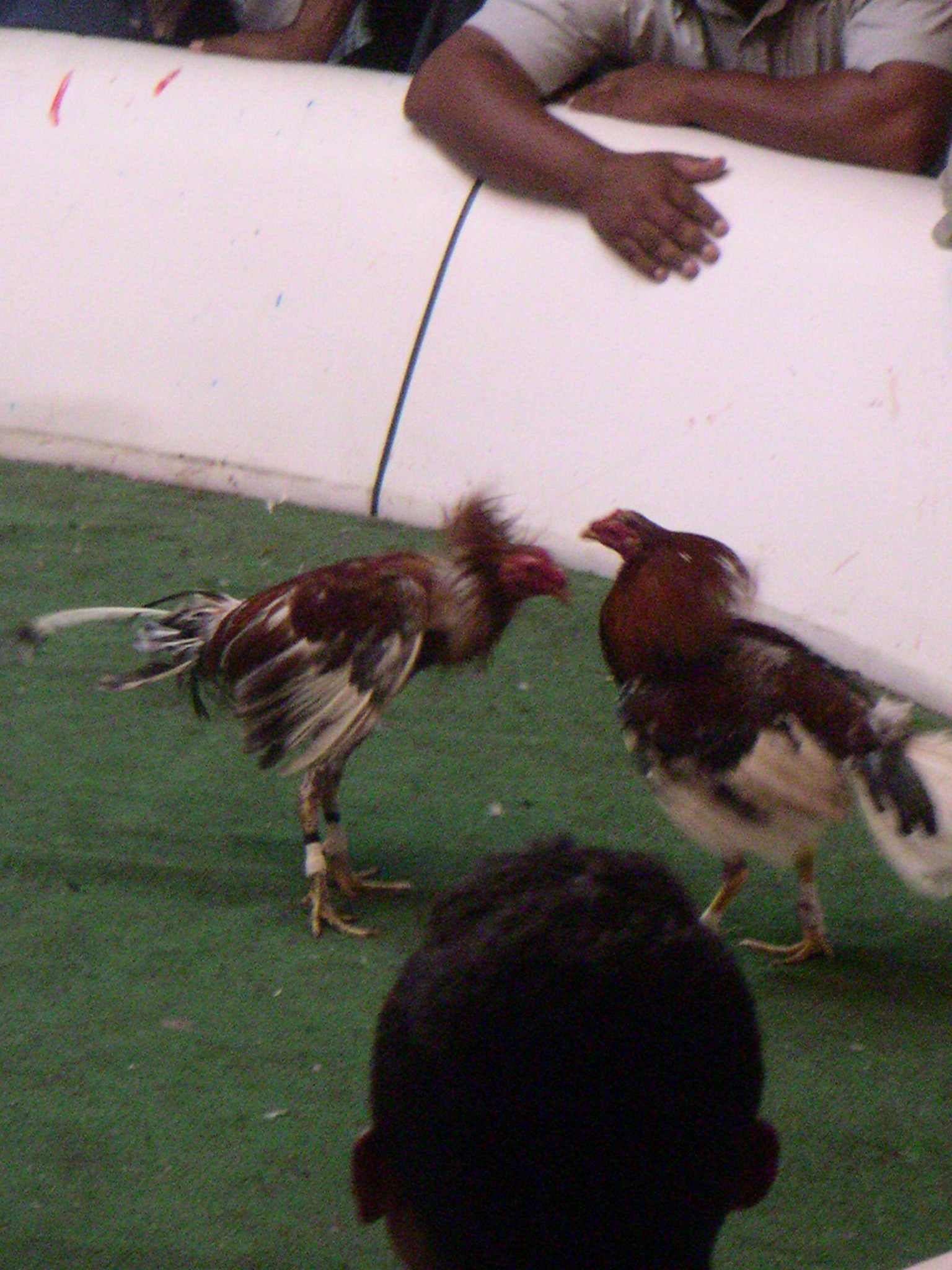
Pelea de gallos.

Si bien hemos remarcado el carácter autobiográfico del cuento, ello no necesariamente es una regla estricta, ya que el autor, como todo creador literario, sin duda ha debido recrear la historia, agregando muchos detalles ficticios o inventados. El mismo lo explicaba en una carta a su madre, al referirse a una colección de cuentos criollos, ambientados también en Pisco en los años de su niñez: «Naturalmente, hay mucho de fantasía, pero mucho de verdad, sobre todo en la descripción de ciertas cosas».
Tampoco Valdelomar se preocupó de reconstruir con fidelidad los detalles referentes a las peleas de gallos y a las características de estos animales, tal como lo ha demostrado Marco Aurelio Denegri en su libro Arte y Ciencia de la Gallística (Kavia Cobaya editores, Lima, 1999), citada por el biógrafo del escritor, Manuel Miguel del Priego:

«… tanto en la descripción del gallo Carmelo, como en la descripción de la riña en que éste participa y su secuela, Valdelomar cae en errores de nomenclatura y de comprensión de lo que verdaderamente ocurre durante una pelea de gallos y aún después. Así lo demuestra el polígrafo y experto en gallística Marco Aurelio Denegri en su libro acerca del tema, quien, implacablemente, deja en cueros, con las «plumas al viento», y privado hasta de su nombre al gallo de la narración, porque, como lo pinta Valdelomar, tiene características distintas a las que distinguen a un carmelo. El carmelo que lo es de verdad «tiene el dorso, los hombros y el arco del ala, de color pardo rojizo, acanelado; la golilla y la silla, de color anaranjado o rojo acastañado; el resto del cuerpo, blanco, y también la cola». El Carmelo del cuento, en cambio, adolece de «imprecisión cromática» –por ejemplo, no se llega a saber de qué color era su cola– y deviene «un remedo, un gallo de varios colores mal combinados, vale decir, un gallo de plumaje abigarrado», acaso «un carmeloide». Pero las inexactitudes enumeradas por Denegri con relación a muchos otros aspectos, y contenidas en el cuento, son tantas, que no nos animamos a reproducirlas, limitándonos a señalar que, en efecto –al menos, según nos parece– Valdelomar de gallística lo ignoraba todo, de pico a patas, y que, probablemente, no tuvo cómo documentarse acerca del tema estando en Roma, donde escribió su famoso relato sólo con la memoria del corazón, a muchas millas de Pisco o Lima, y en 1913, y con apenas los datos del niño de ocho o nueve años que era cuando probablemente tuvo lugar la anécdota que lo inspiró.

## Importancia
Jorge Basadre Grohmann, quien además de historiador es también uno de los más lúcidos críticos literarios, considera que con «El caballero Carmelo» se inicia el cuento criollo en el Perú, en forma de cuento costeño que retrata la vida del hogar provinciano. Aunque la más correcta definición sería «neocriollo», para diferenciarlo del antiguo criollismo, festivo y a menudo satírico, que contrasta con la nota de melancolía con que están teñidos los cuentos criollos valdelomarianos. Habría que agregar que estos cuentos son los que han marcado con mayor intensidad y duración el proceso de la literatura peruana. Con ellos prácticamente la narrativa peruana ingresa a la modernidad. Basadre señala también que con Valdelomar aparece por primera vez el niño como protagonista en la narrativa peruana. 

«Con el Caballero Carmelo puede decirse que comienza en el Perú el cuento criollo. Las Tradiciones de Palma algo de eso habían tenido en cuanto pintaban algunas características de nuestro ambiente pero fugazmente u opacadas por el paramento de la evocación. Las Tradiciones, tenían, además, predominante sabor limeño. Valdelomar supo perennizar en los cuentos que inician aquel libro la vida de la provincia y, al mismo tiempo, la vida del hogar. Como López Albújar hizo el cuento de la sierra, él hizo el cuento costeño. Además, es aquí donde recién aparece el niño como protagonista de la literatura peruana, que había sido tan adulta en el gimoteo romántico como en las risas de los epigramáticos. Y al mismo tiempo, nuestra literatura donde escasea el sentimiento del paisaje, se enriquece con estas visiones límpidas del puerto y del mar. La sensibilidad de Valdelomar, un poco femenina en su dulzura y en su delicadeza, se prestaba para miniar estas páginas autobiografiadas donde el recuerdo detallaba lo pintoresco»

## Mensajes
Desde un punto de vista ideológico, la pelea del Carmelo y el Ajiseco puede interpretarse como un símbolo de la lucha entre dos prototipos de personalidades: el Carmelo representa la nobleza (es de buena estirpe), la caballerosidad (no usa malas tretas y se limita  a atacar con sus patas armadas) y la autenticidad (no presume lo que no es), mientras que el Ajiseco representa la villanía (no parecía ser de alcurnia), la vileza (trata de imponerse a aletazos y picotazos) y la vanidad (era presuntuoso). El Carmelo triunfa y con él todas sus cualidades buenas y ejemplares, pero a costa de su propia vida. Pero su recuerdo perdura imborrablemente y sin duda allí es donde radica su mayor victoria.
Algunos intentan «dilucidar» en el cuento un mensaje contrario a las peleas de gallos; sin embargo no es esa la intención del escritor. Lo que entristece al niño Abraham y a sus hermanos es que se haga pelear a un animal ya viejo, con el grave riesgo de que sucumba frente a un rival más joven. De acuerdo al contexto cultural de entonces (y aun de ahora) se considera que el gallo de pelea nace y vive para pelear (lo mismo se diría de un toro de lidia), al menos hasta donde las fuerzas lo permitan; no hay ninguna objeción al respecto, incluso el autor idealiza la lucha gallística y la compara con los duelos de caballeros medievales. Si se quiere entresacar mensajes del relato, estos serían:
- El amor filial y fraternal. La unidad familiar. El hermano mayor que retorna al hogar luego de recorrer el país (en busca de trabajo) y trae regalos para cada uno de los miembros de su familia (padres y hermanos).
- El entorno hogareño armónico. La madre, abnegada y cariñosa, que cumple devotamente sus tareas conyugales y vela por su numerosa familia. El padre que sale temprano a trabajar y que regresa al atardecer al hogar.
- El respeto a la autoridad paterna; a pesar de que la decisión del padre causa pesar a la madre y a los hijos, ninguno de ellos se rebela de manera desaprensiva contra tal decisión.
- El sentimiento de sincero respeto y admiración hacia la raza nativa, «los hijos del sol»; y en general hacia todas las personas sencillas dedicadas a tareas como la pesca y la artesanía.
- La sensibilidad por el sufrimiento de un animal; cuando el Carmelo es llevado a casa gravemente herido es «sometido a todo tipo de atenciones»; cuando muere, toda la familia queda apesadumbrada.

Gracias a este cuento podemos darnos cuenta que la vida esta llena de valores y muchas pruebas, que tienes que valorar las cosas y apreciarlas.